# Бытув (гмина)
Бытув (пол. Bytów) — городско-сельская гмина (волость) в Польше, входит как административная единица в Бытувский повет, Поморское воеводство. Население — 23 538 человек (на 2004 год).

## Демография
| Перепись                       | Всего   | Всего | Женщины | Женщины | Мужчины | Мужчины |
| ------------------------------ | ------- | ----- | ------- | ------- | ------- | ------- |
| Единицы                        | человек | %     | человек | %       | человек | %       |
| Население                      | 23 538  | 100   | 12 076  | 51,3    | 11 462  | 48,7    |
| Плотность населения (чел./км²) | 119,2   | 119,2 | 61,2    | 61,2    | 58,1    | 58,1    |

## Соседние гмины
1. Гмина Божитухом
2. Гмина Чарна-Домбрувка
3. Гмина Липница
4. Гмина Пархово
5. Гмина Студзенице
6. Гмина Тухоме